# Соколиний Камінь
Соколи́ний Ка́мінь (рос. Соколиный Камень) — селище у складі Красноуфімського міського округу (Натальїнськ) Свердловської області.
Населення — 15 осіб (2010, 26 у 2002).
Національний склад станом на 2002 рік: росіяни — 88 %.
Стара назва — Дом Отдиха.